# Арсеновка
Арсе́новка (рос. Арсеновка) — присілок у складі Притобольного району Курганської області, Росія. Входить до складу Глядянської сільської ради.
Населення — 359 осіб (2010, 355 у 2002).
Національний склад станом на 2002 рік:
- росіяни — 95 %